# Mía es la venganza
Mía es la venganza és una sèrie de televisió espanyola de Mediaset España per a Telecinco creada per Aurora Guerra, amb Jesús Font de productor executiu, i protagonitzada per Lydia Bosch, José Sospedra i Natalia Rodríguez, entre d'altres.
La sèrie es va estrenar el 12 de juny de 2023 a les 15ː45 hores a Telecinco. Sense arribar al mes d'emissió i a causa de les males dades d'audiència, a principis de juliol Mediaset va anunciar la paralització de les gravacions i posteriorment la seva cancelació. A partir del 17 de juliol del mateix any, la sèrie va ser traslladada a Divinity. FVa finalitzar les seves emissions el 10 de novembre de 2023, i des de llavors està disponible sota demanda a Mitele i Movistar Plus+.

## Història
Al novembre de 2022 s'anuncia que Mediaset Espanya estava preparant una nova sèrie diària per a Telecinco, després de 13 anys després del final de Yo soy Bea.
Al febrer de 2023, es confirma que Lydia Bosch seria la protagonista del projecte i arrenca el rodatge de la sèrie en diferents localitzacions de Madrid.
Setmanes més tard, es dona a conèixer que la sèrie paralitza les seves gravacions, després de les incorporació d'Amalia Martínez de Velasco a l'equip de Alea Media, generant canvis en la producció com substituir als dos protagonistes seleccionats i cessar a Aurora Guerra del projecte, desvinculant-la per complet malgrat ser-ne la creadora.
A principis de març de 2023, s'anuncia que Natalia Rodríguez i José Sospedra seran els nous actors protagonistes del projecte al costat de Bosch, interpretant a Olivia i Mario respectivament. El 8 de març del mateix any, mitjançant una nota de premsa de Mediaset España, es confirma tot el repartiment de la sèrie format per Elena Furiase, Armando del Río, Begoña Maestre, Claudio de la Torre, Fanny Gautier, Eve Ryan, Gonzalo Kindelán, Miguel Brocca, María Ramos, José Ángel Trigo, David Muro, Fátima Baeza i Mariam Hernández.
El divendres, 9 de juny, es publica que la sèrie s'estrenaria el dilluns, 12 de juny a les 15ː45 hores, reduint 45 minuts la durada de Sálvame. Aquest mateix dia, també es confirma que la sèrie hauria signat per tres temporades de 90 capítols cadascuna d'elles, tanmateix el 4 de juliol, es fa públic que Mediaset havia paralitzat el rodatge de la sèrie en l'episodi 110, pels seus baixos nivells d'audiència. Pel mateix motiu, el serial és traslladat a Divinity des del 17 de juliol del mateix any, mantenint el mateix horari a partir del seu episodi número 26.

## Argument
7 de març de 2003. Després d'un aparatós accident en el qual un cotxe cau a un llac, a l'interior del vehicle es troben Sonia (Lydia Bosch) i dues nenes Silvia i Olivia. Després de l'impacte solament pot salvar a una d'elles, perquè no hi ha temps per a rescatar a les dues.
Dues dècades després, Sonia és la propietària de Los Olivos, un selecte club esportiu i Olivia (Natalia Rodríguez) la seva filla, a la qual va salvar i que té una relació tibant amb la seva mare, ignoren el passat per oblidar el traumàtic accident.
Mario Costa / Lucas Moreno (José Sospedra) és un jove turmentat amb un accident que va succeir vint anys enrere i que està relacionat amb el mateix que va tenir Sonia, ordint un pla de venjança per a fer sofrir a mare i filla tant com li van fer patir a ell.

## Repartiment

### Personatges principals
| Actor / Actriu      | Personatge                                  | Temporada  |
| Actor / Actriu      | Personatge                                  | 1          |
| ------------------- | ------------------------------------------- | ---------- |
| Lydia Bosch         | Sonia Hidalgo                               | Principal  |
| Natalia Rodríguez   | Olivia Serra Hidalgo                        | Principal  |
| José Sospedra       | Mario Costa Blanco / Lucas Moreno Hernández | Principal  |
| Ibrahim Al Shami    | Fernando Serra Hidalgo                      | Principal  |
| Claudio de la Torre | Orson Benavente Rojas                       | Principal  |
| Armando del Río     | Alejandro Alonso                            | Principal  |
| José Ángel Trigo    | Bosco San Román                             | Principal  |
| Elena Furiase       | Lucía Serrano Domínguez                     | Principal  |
| Clara Sans          | Candela Salmerón Rubio                      | Principal  |
| María Ramos         | Abir Ayad Baghdadi                          | Principal  |
| Miguel Brocca       | Diego Vargas Espinosa                       | Principal  |
| Stéphanie Magnin    | Paola Malinverni de Luca                    | Principal  |
| Rubén Bernal        | Carlos Andrade                              | Principal  |
| Gonzalo Kindelán    | Lorenzo Zorrilla                            | Principal  |
| Raúl Ferrando       | Arturo Carrillo                             | Principal  |
| Alba Gutiérrez      | Blanca Cobo                                 | Principal  |
| Fanny Gautier       | Luisa Navarro                               | Principal  |
| Eve Ryan            | Sara Antonia Maceda Navarro                 | Principal  |
| Máximo Pastor       | Gonzalo Maceda Navarro                      | Principal  |
| Judith Fernández    | Vanessa Muñoz                               | Principal. |
| Ana Álvarez         | Isabel Hurtado                              | Principal  |
| Carlos Manuel Díaz  | Jaime Serra                                 | Principal  |

## Equip
Producció executiva Alea MediaJesús Font i Aitor Gabilondo
Producció executiva Mediaset EspañaArantxa Écija
Producció delegada Mediaset EspañaJuan Carlos Gil del Casar
Cap d’Anàlisis de Guió de Mediaset EspañaCarmen Socías
Idea originalAurora Guerra
Coordinació de guióJuan Vicente Pozuelo i Roberto Goñi
GuióAurora Guerra, Juan Vicente Pozuelo, Roberto Goñi, David Casany García, Susana Prieto, Arantxa Cuesta, Sonia Pastor, Daniel Corpas, Beatriz González Cruz, José Luis Latasa, Francisco Dianes, Fanny Mendaña, Ernesto Pozuelo, Santiago Díaz, Félix Jiménez Velando, Antonio Venegas, Irene Olaciregui i Guillermo Escobedo
DireccióPedro Martínez Cifuentes, David Montoya (Monty), Mikel Rada, Alexandra Graf i Ricardo A. Solla
Coordinació de DireccióFerran Suárez
Direcció de Producció Alea MediaÁlex Moreno
Direcció de Producció Mediaset EspañaCristina Castilla
Direcció de FotografiaCarlos Iglesias, Juan Carlos de la Torre i Arturo H. H.
Direcció de ArteAna Romero
Direcció de CàstingJuan León
Disseny de VestuariChus Rueda
Maquillatge i PerruqueriaPaco López
Caps de SoMiguel Ángel Rubio, Pablo Bueno i Óscar Barros
Disseny de SoJoaquín Rebollo i Raúl Lasvinges
MúsicaJuanjo Javierre
EdicióElena Madrid, Samuel del Moral, Víctor E. D. Somoza i Belén Trenado

## Temporades i audiències
| Temporada | Episodis | Estrena            | Final                  | Audiència   | Audiència |
| Temporada | Episodis | Estrena            | Final                  | Espectadors | Quota     |
| --------- | -------- | ------------------ | ---------------------- | ----------- | --------- |
| 1a        | 110      | 12 de juny de 2023 | 10 de novembre de 2023 | 360 000     | 3,8%      |
| Mitjana   | 110      | 12 de juny de 2023 | 10 de novembre de 2023 | 360 000     | 3,8%      |

NOTA: La sèrie estava plantejada inicialment amb tres temporades de 90 capítols, després de la sobtada cancel·lació es va decidir que fos una única temporada de 110 capítols.

### Primera temporada (2023)
| Episodis emesos | Episodis emesos | Episodis emesos                             | Episodis emesos | Episodis emesos | Episodis emesos |
| Núm. (sèrie)    | Núm. (temp.)    | Títol                                       | Data d'emissió  | Audiència       | Audiència       |
| Núm. (sèrie)    | Núm. (temp.)    | Títol                                       | Data d'emissió  | Espectadors     | Quota           |
| --------------- | --------------- | ------------------------------------------- | --------------- | --------------- | --------------- |
|                 |                 |                                             |                 |                 |                 |
| 1               | 1               | El pasado siempre vuelve                    | 12/06/2023      | 1 007 000       | 9,7%            |
| 2               | 2               | No es el momento                            | 13/06/2023      | 994 000         | 9,3%            |
| 3               | 3               | El pelotazo                                 | 14/06/2023      | 867 000         | 8,5%            |
| 4               | 4               | El famoso Orson                             | 15/06/2023      | 852 000         | 8,4%            |
| 5               | 5               | Traición y desconfianza                     | 16/06/2023      | 880 000         | 8,8%            |
| 6               | 6               | ¿Quién está detrás de todo esto?            | 19/06/2023      | 897 000         | 8,4%            |
| 7               | 7               | El infierno que viví                        | 20/06/2023      | 924 000         | 8,9%            |
| 8               | 8               | Cuéntamelo todo                             | 21/06/2023      | 772 000         | 7,9%            |
| 9               | 9               | La trampa                                   | 22/06/2023      | 889 000         | 8,9%            |
| 10              | 10              | Sufrirán tanto como yo                      | 23/06/2023      | 908 000         | 9,1%            |
| 11              | 11              | Buscando al responsable                     | 26/06/2023      | 867 000         | 8,6%            |
| 12              | 12              | Esto es solo el principio                   | 27/06/2023      | 759 000         | 7,6%            |
| 13              | 13              | Tendrás tu merecido                         | 28/06/2023      | 752 000         | 7,7%            |
| 14              | 14              | No lo haga, por favor                       | 29/06/2023      | 748 000         | 7,5%            |
| 15              | 15              | Culpabilidad                                | 30/06/2023      | 770 000         | 7,9%            |
| 16              | 16              | Proposición inesperada                      | 03/07/2023      | 784 000         | 7,8%            |
| 17              | 17              | La advertencia                              | 04/07/2023      | 774 000         | 7,9%            |
| 18              | 18              | Nos la están jugando                        | 05/07/2023      | 794 000         | 7,7%            |
| 19              | 19              | Una casualidad inquietante                  | 06/07/2023      | 686 000         | 6,8%            |
| 20              | 20              | Pequeños detalles                           | 07/07/2023      | 641 000         | 6,5%            |
| 21              | 21              | ¿Qué quieres papá?                          | 10/07/2023      | 691 000         | 6,8%            |
| 22              | 22              | Quiero mi dinero                            | 11/07/2023      | 646 000         | 6,2%            |
| 23              | 23              | El juego debe continuar                     | 12/07/2023      | 762 000         | 7,6%            |
| 24              | 24              | Sé que tramas algo                          | 13/07/2023      | 738 000         | 7,4%            |
| 25              | 25              | No puede ser de otra manera                 | 14/07/2023      | 686 000         | 6,7%            |
|                 |                 |                                             |                 |                 |                 |
| 26              | 26              | Las personas no cambiamos                   | 17/07/2023      | 217 000         | 2,2%            |
| 27              | 27              | No es lo que piensas                        | 18/07/2023      | 212 000         | 2,1%            |
| 28              | 28              | La denuncia por desaparición                | 19/07/2023      | 197 000         | 2,0%            |
| 29              | 29              | Vuelve, mamá                                | 20/07/2023      | 218 000         | 2,2%            |
| 30              | 30              | Yo nunca te haría daño, Sonia               | 21/07/2023      | 194 000         | 2,0%            |
| 31              | 31              | ¿Un error?                                  | 24/07/2023      | 172 000         | 1,7%            |
| 32              | 32              | Quiero respuestas                           | 25/07/2023      | 187 000         | 1,9%            |
| 33              | 33              | Pillados                                    | 26/07/2023      | 186 000         | 1,9%            |
| 34              | 34              | Merecerá la pena                            | 27/07/2023      | 227 000         | 2,3%            |
| 35              | 35              | ¿Me estás dejando?                          | 28/07/2023      | 196 000         | 2,1%            |
| 36              | 36              | Explícame esto                              | 31/07/2023      | 199 000         | 2,0%            |
| 37              | 37              | Lo perderás todo                            | 01/08/2023      | 189 000         | 1,9%            |
| 38              | 38              | Te necesito                                 | 02/08/2023      | 217 000         | 2,3%            |
| 39              | 39              | He perdido la paciencia                     | 03/08/2023      | 255 000         | 2,7%            |
| 40              | 40              | ¿Qué haces aquí?                            | 04/08/2023      | 235 000         | 2,6%            |
| 41              | 41              | Distancia                                   | 07/08/2023      | 262 000         | 2,8%            |
| 42              | 42              | Por tu bien, no te metas                    | 08/08/2023      | 263 000         | 2,9%            |
| 43              | 43              | Puñalada trapera                            | 09/08/2023      | 267 000         | 2,8%            |
| 44              | 44              | Las sospechas de Olivia                     | 10/08/2023      | 189 000         | 2,1%            |
| 45              | 45              | ¿Pasa algo?                                 | 11/08/2023      | 198 000         | 2,2%            |
| 46              | 46              | No se puede confiar en nadie                | 14/08/2023      | 195 000         | 2,2%            |
| 47              | 47              | El interrogatorio                           | 15/08/2023      | 186 000         | 2,2%            |
| 48              | 48              | ¿Me buscabas?                               | 16/08/2023      | 214 000         | 2,4%            |
| 49              | 49              | Tú y yo                                     | 17/08/2023      | 229 000         | 2,5%            |
| 50              | 50              | Un paso por delante                         | 18/08/2023      | 213 000         | 2,3%            |
| 51              | 51              | Negocios                                    | 21/08/2023      | 236 000         | 2,5%            |
| 52              | 52              | Vendrán a por mí                            | 22/08/2023      | 267 000         | 2,8%            |
| 53              | 53              | La nueva secretaria                         | 23/08/2023      | 237 000         | 2,5%            |
| 54              | 54              | Debo denunciarla                            | 24/08/2023      | 211 000         | 2,2%            |
| 55              | 55              | ¿Por qué será que no me fio de ti?          | 25/08/2023      | 288 000         | 3,0%            |
| 56              | 56              | ¿Quieres casarte conmigo?                   | 28/08/2023      | 281 000         | 2,7%            |
| 57              | 57              | No me abandones                             | 29/08/2023      | 235 000         | 2,4%            |
| 58              | 58              | ¿Quién eres?                                | 30/08/2023      | 239 000         | 2,4%            |
| 59              | 59              | Sospecha                                    | 31/08/2023      | 216 000         | 2,2%            |
| 60              | 60              | Punto muerto                                | 01/09/2023      | 271 000         | 2,9%            |
| 61              | 61              | Mi verdadero pasado                         | 04/09/2023      | 249 000         | 2,5%            |
| 62              | 62              | Sospechas                                   | 05/09/2023      | 180 000         | 1,9%            |
| 63              | 63              | Mejor prevenir                              | 06/09/2023      | 227 000         | 2,3%            |
| 64              | 64              | Ya se quién eres                            | 07/09/2023      | 241 000         | 2,5%            |
| 65              | 65              | Toda la verdad                              | 08/09/2023      | 269 000         | 2,7%            |
| 66              | 66              | Enamorarse no es compatible con la venganza | 11/09/2023      | 238 000         | 2,3%            |
| 67              | 67              | Te voy a denunciar                          | 12/09/2023      | 291 000         | 2,9%            |
| 68              | 68              | Cobarde y mentiroso                         | 13/09/2023      | 280 000         | 2,8%            |
| 69              | 69              | En enemigo en casa                          | 14/09/2023      | 247 000         | 2,5%            |
| 70              | 70              | Sufrirás                                    | 15/09/2023      | 275 000         | 2,8%            |
| 71              | 71              | Un pequeño detalle                          | 18/09/2023      | 248 000         | 2,5%            |
| 72              | 72              | No olvido                                   | 19/09/2023      | 275 000         | 2,9%            |
| 73              | 73              | Del amor al odio solo hay un paso           | 20/09/2023      | 262 000         | 2,8%            |
| 74              | 74              | ¿Dónde está Enrique?                        | 21/09/2023      | 228 000         | 2,3%            |
| 75              | 75              | Por una amistad duradera                    | 22/09/2023      | 238 000         | 2,5%            |
| 76              | 76              | 20 años esperando                           | 25/09/2023      | 252 000         | 2,8%            |
| 77              | 77              | Gracias, Mario                              | 26/09/2023      | 231 000         | 2,6%            |
| 78              | 78              | Ella no fue la culpable                     | 27/09/2023      | 279 000         | 3,1%            |
| 79              | 79              | Mis condiciones                             | 28/09/2023      | 222 000         | 2,5%            |
| 80              | 80              | Lo siento                                   | 29/09/2023      | 254 000         | 2,9%            |
| 81              | 81              | Decepción e indignación                     | 02/10/2023      | 216 000         | 2,5%            |
| 82              | 82              | A por el objetivo                           | 03/10/2023      | 292 000         | 3,4%            |
| 83              | 83              | No volverá a hacerme daño                   | 04/10/2023      | 243 000         | 3,0%            |
| 84              | 84              | Ambición                                    | 05/10/2023      | 210 000         | 2,6%            |
| 85              | 85              | La proposición                              | 06/10/2023      | 206 000         | 2,4%            |
| 86              | 86              | No vuelvas a molestarme                     | 09/10/2023      | 218 000         | 2,6%            |
| 87              | 87              | Irse para no volver                         | 10/10/2023      | 229 000         | 2,7%            |
| 88              | 88              | Sinceridad                                  | 11/10/2023      | 198 000         | 2,4%            |
| 89              | 89              | Truco o trato                               | 12/10/2023      | 174 000         | 1,9%            |
| 90              | 90              | Pese a todo, te quiero                      | 13/10/2023      | 205 000         | 2,3%            |
| 91              | 91              | Sospechosos de asesinato                    | 16/10/2023      | 208 000         | 2,3%            |
| 92              | 92              | La confesión                                | 17/10/2023      | 289 000         | 3,3%            |
| 93              | 93              | Te vendrás conmigo                          | 18/10/2023      | 231 000         | 2,7%            |
| 94              | 94              | Algo que no sabías                          | 19/10/2023      | 261 000         | 2,9%            |
| 95              | 95              | ¿Qué va a ser de mi?                        | 20/10/2023      | 296 000         | 3,3%            |
| 96              | 96              | Apuntar hacia otro lado                     | 23/10/2023      | 195 000         | 2,3%            |
| 97              | 97              | Secretos                                    | 24/10/2023      | 234 000         | 2,8%            |
| 98              | 98              | Acoso y mentiras                            | 25/10/2023      | 206 000         | 2,5%            |
| 99              | 99              | Un juego de azar                            | 26/10/2023      | 278 000         | 3,2%            |
| 100             | 100             | Me ha salvado la vida                       | 27/10/2023      | 289 000         | 3,4%            |
| 101             | 101             | Dudas                                       | 30/10/2023      | 247 000         | 3,1%            |
| 102             | 102             | No quiero volver a perderte                 | 31/10/2023      | 204 000         | 2,6%            |
| 103             | 103             | A por un mismo objetivo                     | 01/11/2023      | 252 000         | 2,5%            |
| 104             | 104             | No te metas en medio                        | 02/11/2023      | 242 000         | 2,8%            |
| 105             | 105             | El fin justifica los medios                 | 03/11/2023      | 226 000         | 2,6%            |
| 106             | 106             | Un vínculo irrompible                       | 06/11/2023      | 246 000         | 3,1%            |
| 107             | 107             | Ya está todo dicho                          | 07/11/2023      | 204 000         | 2,4%            |
| 108             | 108             | ¿Hasta dónde eres capaz de llegar?          | 08/11/2023      | 228 000         | 2,8%            |
| 109             | 109             | Construir una vida juntos                   | 09/11/2023      | 210 000         | 2,5%            |
| 110             | 110             | El asalto final                             | 10/11/2023      | 228 000         | 2,8%            |

### Audiència mitjana per mesos
| Audiència mitjana per mesos | Audiència mitjana per mesos | Audiència mitjana per mesos | Audiència mitjana per mesos | Audiència mitjana per mesos |
| Any                         | Mes                         | N.⁰ d'emissions             | Audiència                   | Audiència                   |
| Any                         | Mes                         | N.⁰ d'emissions             | Espectadors                 | Quota                       |
| --------------------------- | --------------------------- | --------------------------- | --------------------------- | --------------------------- |
| 2023                        | Juny                        | 15                          | 859 000                     | 8,5%                        |
| 2023                        | Juliol                      | 21                          | 448 000                     | 4,5%                        |
| 2023                        | Agost                       | 23                          | 231 000                     | 2,5%                        |
| 2023                        | Setembre                    | 21                          | 250 000                     | 2,6%                        |
| 2023                        | Octubre                     | 21                          | 233 000                     | 2,7%                        |
| 2023                        | Novembre                    | 10                          | 230 000                     | 2,7%                        |
|                             | Mitjana                     | Mitjana                     | 360 000                     | 3,8%                        |